# Lunéville
Lunéville és un municipi francès, situat al departament de Meurthe i Mosel·la i a la regió del Gran Est. L'any 2019 tenia 17.867 habitants.
En aquest municipi es va signar el Tractat de Lunéville.

## Fills il·lustres
- Carlo Antonio Campioni (1720-1788), compositor
- Charles-Nicolas-Sigisbert Sonnini de Manoncourt (1751-1851), naturalista
- Gilbert Bauvin (1927), ciclista